# Garmanella pulchra
Garmanella pulchra – gatunek ryby z rodziny karpieńcowatych (Cyprinodontidae), jedyny przedstawiciel rodzaju Garmanella.